# Xamgar
Segons el Llibre dels Jutges de la Bíblia, Xamgar (en hebreu שמגר בן־ענת Shamgar ben Anāt) va ser el tercer jutge d'Israel.
Només és esmentat en dos versets i per això només se sap que era fill d'Anat i que va matar sis-cents filisteus amb una agullada de bous. Després d'això, Israel s'alliberà del jou dels filisteus per un bon temps.